# Cathédrale Saint-Ambroise de Linares
Cette  cathédrale n’est pas la seule cathédrale Saint-Ambroise.
La cathédrale Saint-Ambroise (en espagnol : Catedral de San Ambrosio) est l'église-cathédrale du diocèse de Linares, basé dans la ville de Linares au Chili. Elle a été construite entre 1935 et 1937 et elle est dédiée à saint Ambroise. Elle est inspirée de l'architecture romane lombarde.

## Histoire

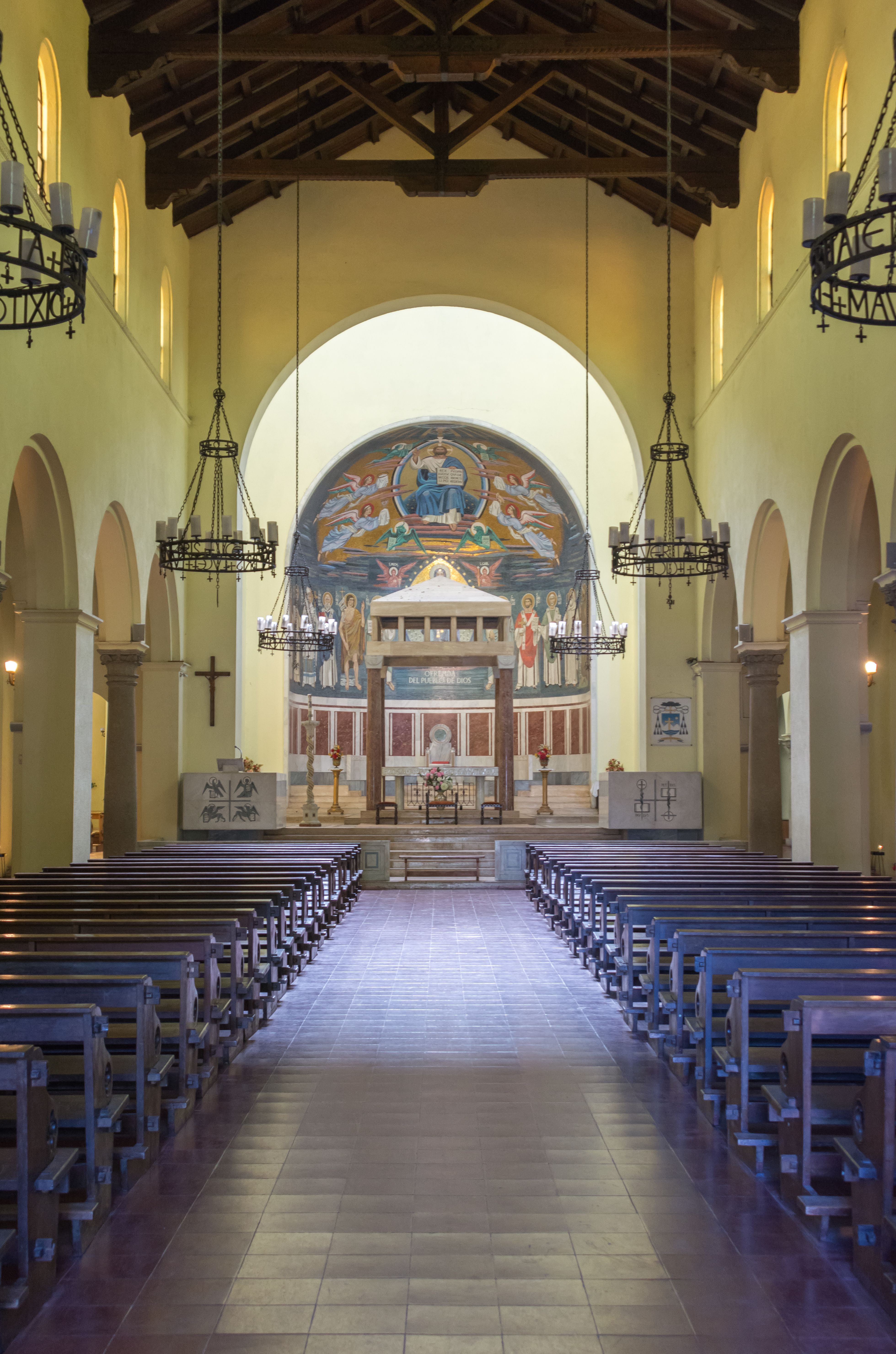
L'intérieur.

Après la fondation de Linares, le 23 mai 1794, une église est construite entre 1796 et 1810, mais sa structure se détériore à cause d'un tremblement de terre en 1906 et un autre en 1928, et elle doit finalement être démolie. Des fonds sont réunis par le premier évêque du diocèse, Miguel León Prado, qui bénit la première pierre en 1935 et les travaux sont menés aussi sous l'épiscopat de Juan Subercaseaux (es). La cathédrale est bâtie selon les plans des architectes Carlos Bresciani, Jorge del Campo Rivera et Pedro Subercaseaux, propre frère de l'évêque. C'est ce dernier qui s'inspire de la basilique Saint-Ambroise de Milan pour les dessins de cette cathédrale. Elle est consacrée en 1937.
Après le tremblement de terre de 2010, l'édifice est endommagé. Une campagne de restauration est lancée, continuant sous l'épiscopat de Tomislav Koljatić.